# モーリス・ストロング
モーリス・フレデリック・ストロング（英語: Maurice Frederick Strong、1929年4月29日 - 2015年11月27日）は、カナダの実業家、行政官。

## 生涯
1966年にカナダ電力会社社長から海外協力庁長官（後のカナダ国際開発庁総裁）になる。国連人間環境会議事務局長、国連環境計画初代事務局長、国連協会世界連盟会長などを歴任し、1993年のNGOの地球評議会議長。1976年にペトロカナダの運営に任命された。
国連環境計画、カナダ国際開発庁などを設立した。1974年タイラー賞受賞。

## 参考サイト
出典:コトバンク